# Gemeinsames Spektrum
Das gemeinsame Spektrum von endlich vielen Elementen einer kommutativen {\displaystyle \mathbb {C} }-Banachalgebra verallgemeinert den in der Mathematik bei der Untersuchung von Banachalgebren verwendeten Begriff des Spektrums eines Elementes.

## Motivation und Definition
Sei {\displaystyle A} eine {\displaystyle \mathbb {C} }-Banachalgebra mit Einselement 1. 
Das Spektrum {\displaystyle \sigma (a)} eines Elementes {\displaystyle a\in A} ist die Menge aller komplexen Zahlen {\displaystyle \lambda }, für die das Element {\displaystyle a-\lambda \cdot 1} nicht invertierbar ist. Bezeichnet man mit {\displaystyle X_{A}} die Menge aller {\displaystyle \mathbb {C} }-Homomorphismen {\displaystyle A\rightarrow \mathbb {C} }, so hat man im Falle einer kommutativen Banachalgebra die Beziehung
{\displaystyle \sigma (a)\,=\,\{\phi (a);\,\phi \in X_{A}\}\,\subset \,\mathbb {C} }.
Diese Beziehung kann man auch auf mehrere Elemente einer Banachalgebra ausdehnen. Für eine kommutative {\displaystyle \mathbb {C} }-Banachalgebra {\displaystyle A} mit Einselement und Elementen {\displaystyle a_{1},\ldots a_{n}\in A} setzt man 
{\displaystyle \sigma (a_{1},\ldots ,a_{n})\,=\,\{(\phi (a_{1}),\ldots ,\phi (a_{n}));\,\phi \in X_{A}\}\,\subset \,\mathbb {C} ^{n}}.
{\displaystyle \sigma (a_{1},\ldots ,a_{n})} heißt das gemeinsame Spektrum der Elemente {\displaystyle a_{1},\ldots a_{n}}.
Hat die Banachalgebra kein Einselement, so adjungierte man ein Einselement und definiere dort das gemeinsame Spektrum.

## Eigenschaften

### Invertierbarkeit
Der Zusammenhang zwischen Spektrum und Invertierbarkeit verallgemeinert sich wie folgt auf die Situation mehrerer Elemente:
Ist {\displaystyle A} eine kommutative {\displaystyle \mathbb {C} }-Banachalgebra mit 1, {\displaystyle a_{1},\ldots ,a_{n}\in A}, {\displaystyle \lambda _{1},\ldots \lambda _{n}\in \mathbb {C} }, so sind folgende Aussagen äquivalent:
- {\displaystyle (\lambda _{1},\ldots \lambda _{n})\notin \sigma (a_{1},\ldots ,a_{n})}
- Es gibt {\displaystyle b_{1},\ldots ,b_{n}\in A} mit {\displaystyle \sum _{k=1}^{n}(a_{k}-\lambda _{k})b_{k}\,=\,1}

### Kompaktheit
Das gemeinsame Spektrum {\displaystyle \sigma (a_{1},\ldots ,a_{n})} von endlich vielen Elementen einer kommutativen {\displaystyle \mathbb {C} }-Banachalgebra ist eine kompakte Teilmenge von {\displaystyle \mathbb {C} ^{n}}. 
Die Abbildung {\displaystyle X_{A}\rightarrow \mathbb {C} ^{n},\,\phi \mapsto (\phi (a_{1}),\ldots ,\phi (a_{n}))} ist nach Definition der schwach-*-Topologie, die auf dem Gelfand-Raum {\displaystyle X_{A}} betrachtet wird, stetig. Da der Gelfand-Raum einer Banachalgebra mit 1 kompakt ist, ergibt sich daraus die Kompaktheit des gemeinsamen Spektrums, denn stetige Bilder kompakter Mengen sind wieder kompakt.

### Polynomkonvexität
Eine Banachalgebra {\displaystyle A} wird per definitionem von Elementen {\displaystyle a_{1},\ldots ,a_{n}\in A} erzeugt, wenn {\displaystyle A} die kleinste Unterbanachalgebra von {\displaystyle A} ist, die {\displaystyle a_{1},\ldots ,a_{n}} enthält.
Für eine Teilmenge {\displaystyle K\subset \mathbb {C} } kann man zeigen, dass genau dann {\displaystyle K=\sigma (a)} gilt für eine kommutative {\displaystyle \mathbb {C} }-Banachalgebra mit Einselement, die von einem Element {\displaystyle a\in A} erzeugt wird, wenn {\displaystyle K} kompakt und {\displaystyle \mathbb {C} \setminus K} zusammenhängend ist. 
Eine entsprechende topologische Charakterisierung von Mengen im {\displaystyle \mathbb {C} ^{n}}, die als gemeinsames Spektrum von erzeugenden Elementen {\displaystyle a_{1},\ldots ,a_{n}} einer kommutativen {\displaystyle \mathbb {C} }-Banachalgebra mit Einselement auftreten, gelingt nicht. Da eine kompakte Menge {\displaystyle K\subset \mathbb {C} } genau dann polynomkonvex ist, wenn {\displaystyle \mathbb {C} \setminus K} zusammenhängend ist, stellt der folgende Satz eine Verallgemeinerung obigen Sachverhaltes dar:
Für eine Menge {\displaystyle K\subset \mathbb {C} ^{n}} sind folgende Aussagen äquivalent:
- Es gibt eine kommutative {\displaystyle \mathbb {C} }-Banachalgebra mit Einselement, die von {\displaystyle n} Elementen {\displaystyle a_{1},\ldots ,a_{n}\in A} erzeugt wird, so dass {\displaystyle K=\sigma (a_{1},\ldots ,a_{n})}.
- {\displaystyle K} ist kompakt und polynomkonvex.

Hat man endlich viele Elemente, die nicht die gesamte Banachalgebra erzeugen, so ist deren gemeinsames Spektrum im Allgemeinen nicht polynomkonvex.